# Hybanda bulbicornis
Hybanda bulbicornis är en insektsart som beskrevs av William D. Funkhouser 1927. Hybanda bulbicornis ingår i släktet Hybanda och familjen hornstritar. Inga underarter finns listade i Catalogue of Life.